# Koncert (begivenhed)
 For alternative betydninger, se Koncert. (Se også artikler, som begynder med Koncert)
En koncert er en levende fremføring af musik foran et publikum. Musik som fremføres af kun en musiker, for eksempel en sanger eller guitarist, kaldes ofte en solokoncert. Koncerter med flere medvirkende kan spilles af eksempelvis bands, kor eller et helt orkester. Et koncertlokale kan variere fra stuen i nogens hjem, til pubs, natklubber, egne koncertscener og koncert- eller operahuse, til store fabrikshaller eller idrætsstadioner. Oftest står den eller de som fremfører musikken på en ophøjet scene.
Selve ordet koncert kommer fra renæssancen og betyder at en solist eller en gruppe "spiller" mod resten af orkesteret.
| Musik | Spire Denne musikartikel er en spire som bør udbygges. Du er velkommen til at hjælpe Wikipedia ved at udvide den. |